# Vittore Benedetto Antonio Trevisan de Saint-Léon
Pour les articles homonymes, voir Saint-Léon.
Vittore Benedetto Antonio Trevisan de Saint-Léon, né le 5 juin 1818 à Padoue et mort le 8 avril 1897, est un botaniste italien connu pour ses travaux sur les cryptogames.

## Sources
- John Hendley Barnhart (1965). Biographical Notes upon Botanists. G.K. Hall & Co. (Boston).
- Notices d'autorité :   - VIAF
  - ISNI
  - IdRef
  - LCCN
  - GND
  - Italie
  - Pays-Bas
  - WorldCat

Trevis. est l’abréviation botanique standard de Vittore Benedetto Antonio Trevisan de Saint-Léon.
Consulter la liste des abréviations d'auteur en botanique ou la liste des plantes assignées à cet auteur par l'IPNI, la liste des champignons assignés par MycoBank, la liste des algues assignées par l'AlgaeBase et la liste des fossiles assignés à cet auteur par l'IFPNI.